# Cricetulus griseus
Chuột Hamster Trung Quốc (Danh pháp khoa học: Cricetulus griseus) là một loài chuột hang (hamster) trong họ Cricetidae thuộc bộ gặm nhấm, có nguồn gốc từ Trung Quốc và Mông Cổ. Chúng được xếp chung vào nhóm Hamster lùn bởi vì kích thước bé nhỏ của nó. Đây là giống chuột được nhập lậu vào Việt Nam từ đường tiểu ngạch và dấy lên mối lo ngại về dịch bệnh cũng như loài xâm hại nếu chúng thoát ra môi trường.

## Đặc điểm
Bề ngoài của nó mang các đặc điểm nhìn giống chuột hơn là chuột Hamster, có thể vì điều đó mà nó ít được xem như là thú cưng phổ biến. Cách xác định các đặc điểm của Hamster Trung Quốc là chúng dài khoảng 4 inches, đuôi khá dài và dễ nhìn thấy, mắt tròn và bự, con đực có tinh hoàn rõ rệt, màu lông thường thấy nhất là nâu đen trên lưng và trắng nhạt ở phần bụng. Mặc dù Hamster Trung Quốc có xu hướng rụt rè và nhút nhát, chúng lại hiếm khi cắn và có tính tình hìên lành. Chúng có thể rất hiếu động và quá lanh lợi khi cầm trong tay, do đó chúng là sự chán ngán và thất vọng cho những ai muốn có thú cưng để vui đùa cùng. Nên tạo cho loại Hamster này môi trường thật rộng với thật nhiều thứ để leo trèo và khám phá.

## Thị trường
Tại Việt Nam, Hamster bán tại đây chủ yếu nhập từ Trung Quốc, Thái Lan và Đài Loan. Hamster xuất xứ từ Trung Quốc có giá rẻ hơn nhiều so với từ Thái Lan, trong đó, chuột Hamster đang được nhập lậu theo đường tiểu ngạch từ Trung Quốc, chuột Hamster đang được bày bán tràn lan trên thị trường hiện nay là hàng lậu, chưa qua kiểm soát dịch bệnh. Nhiều người lo ngại nếu loài chuột này mang dịch bệnh lây lan cho các loài động vật khác hoặc gây bệnh cho người thì rất nguy hiểm. Mặt khác, loài chuột này ăn tạp nên nếu sổng chuồng có thể phá hại mùa màng.